# Kiko, principessa Akishino
S.A.I. Kiko, Principessa Akishino (皇嗣文仁親王妃紀子?, Kōshi Fumihito Shinnōhi Kiko), nata Kiko Kawashima (川島紀子?, Kawashima Kiko) (Shizuoka, 11 settembre 1966), moglie del Principe Akishino, che è il secondogenito dell'imperatore Akihito e dell'imperatrice Michiko ed attuale Principe della Corona.

## Biografia

### Primi anni di vita ed educazione
Kiko Kawashima è nata a Shizuoka l'11 settembre 1966 ed è la figlia maggiore di Kazuyo e Tatsuhiko Kawashima. Nel 1967, la famiglia si è trasferita a Philadelphia, prendendo residenza in un appartamento al secondo piano di una palazzina del quartiere universitario, essendo suo padre iscritto all'Università della Pennsylvania, il quale nel 1971, ha conseguito il dottorato in economia regionale e in seguito ha insegnato lì. Nel frattempo, Kiko ha preso padronanza della lingua inglese e ha frequentato la Lea School, in Locust Street.
Kiko ha frequentato le scuole elementare, media e superiore a Vienna, essendo suo padre ricercatore capo presso l'Istituto internazionale per l'analisi dei sistemi applicati di Laxenburg, dove ha studiato le attività scientifiche e delle ONG. La futura principessa ha imparato bene l'inglese e il tedesco. Nel 1972, la famiglia è tornata in patria e Tatsuhiko Kawashima è diventato membro della facoltà dell'Università Gakushūin di Tokyo e in seguito ha lavorato lì come professore di economia. Lei ha vissuto con i suoi genitori e il fratello in un piccolo appartamento del campus universitario della capitale. Nel 1989, ha conseguito un Bachelor of Letters in psicologia presso il dipartimento di psicologia della facoltà di lettere dell'Università Gakushūin. Nel 1995, ha conseguito un Master of Humanities in psicologia sociale presso la scuola di specializzazione dell'Università Gakushūin. In seguito, ha ottenuto un dottorato di ricerca in lettere presso l'Università Ochanomizu.
Nel 1987 ha partecipato ad uno scambio culturale con le nazioni del sud-est asiatico; ancora oggi è una sostenitrice del programma a cui ha partecipato.

### Matrimonio
Il 26 giugno 1986, il principe Fumihito, le ha fatto la proposta di matrimonio, entrambi erano studenti alla Gakushūin. Il 12 settembre 1989, il Consiglio della Casa Imperiale ha annunciato il fidanzamento ufficiale della coppia. La cerimonia si è tenuta il 12 gennaio seguente. Nessuna data del matrimonio sarebbe stata annunciata fino al termine del periodo di lutto di un anno per la morte dell'imperatore Hirohito. Dopo l'annuncio del fidanzamento, è diventata una delle più famose studentesse universitarie per lo stile e il sorriso gentile.
Il matrimonio ha avuto luogo presso il santuario del Palazzo Imperiale di Tokyo il 29 giugno 1990. Il Consiglio della Casa Imperiale aveva precedentemente concesso il permesso di stabilire un nuovo ramo della famiglia imperiale e l'imperatore ha concesso al figlio il titolo Principe Akishino (Akishino-no-miya) il giorno delle nozze. Al matrimonio, la sposa è diventata Sua Altezza Imperiale la Principessa Akishino, nota informalmente come principessa Kiko. Come vuole la tradizione all'ingresso nella famiglia imperiale ha ricevuto un emblema personale costituito da una rappresentazione stilizzata di un Iris setosa.
Il fidanzamento e il matrimonio del principe Akishino e di Kiko Kawashima hanno rotto con il passato sotto diversi aspetti. A quel tempo, lo sposo era ancora uno studente laureato alla Gakushūin e si è sposato prima del fratello maggiore, il principe ereditario Naruhito. A un certo punto, secondo una rivista giapponese, Fumihito si è arrabbiato così tanto per l'opposizione dell'Agenzia della Casa Imperiale al matrimonio che ha minacciato di rinunciare al suo status regale. L'imperatrice Michiko è intervenuta e ha contribuito a distogliere l'opposizione. Inoltre, la principessa è stata la prima donna della classe media a sposare un membro della famiglia imperiale, la sua umile condizione ha portato i media giapponesi a soprannominarla "la principessa dell'appartamento". Anche sua suocera era nata da un cittadino comune, ma la famiglia era molto ricca; suo padre era infatti il presidente di una grande azienda.
La principessa aveva detto più volte che voleva finire gli studi universitari, se le circostanze lo permettevano. Ha completato i suoi studi post laurea in psicologia tra le sue funzioni ufficiali e ha conseguito la laurea in psicologia nel 1995. È nota per il suo continuo interesse per la cultura dei non udenti e sordi del paese. Ha imparato il linguaggio dei segni giapponese ed è un'abile interprete del linguaggio. Ogni anno, ad agosto, partecipa al concorso di linguaggio dei segni per studenti delle scuole superiori, e, in dicembre, all'evento "Lodare le madri che allevano bambini con disabilità uditive". Nel mese di ottobre del 2008, ha partecipato alla 38ª Conferenza nazionale delle donne sorde. Ha anche incontri informali con i gruppi di non udenti.
Nel marzo 2013, a Kiko è stato concesso il dottorato di ricerca in psicologia presso la scuola di specializzazione di lettere e scienze, dell'Università Ochanomizu, per la sua tesi dal titolo "La conoscenza, le percezioni, le convinzioni e i comportamenti legati alla tubercolosi: uno studio sulla base di questionari con i partecipanti al seminario del Federazione nazionale delle Organizzazioni femminili comunitarie per il controllo della tubercolosi e gli studenti universitari di sesso femminile."

Il 14 dicembre 2007, il suo medico ha comunicato che soffre di sindrome del tunnel carpale, una condizione comune tra le donne di mezza età.

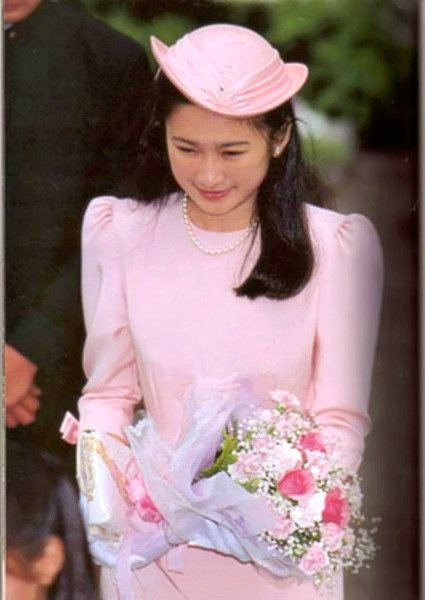
La principessa il giorno del suo matrimonio.

### Figli
Il principe e la principessa Akishino hanno due figlie e un figlio:
- Mako (23 ottobre 1991);
- Kako (29 dicembre 1994);
- Hisahito (6 settembre 2006).[10]

Dal 1997, la famiglia ha residenza nella tenuta del Palazzo Akasaka a Motoakasaka, nel quartiere Minato della capitale.

## Doveri d'ufficio
Il principe e la principessa sono chiamati a incontrare i visitatori stranieri importanti per migliorare le relazioni diplomatiche. La principessa è stata scelta come uno dei Young Global Leaders per il 2007, provenienti da un sondaggio di 4000 candidati.
Il principe e la principessa hanno fatto numerose visite ufficiali in paesi stranieri. Nel giugno del 2002, sono diventati i primi membri della famiglia imperiale a visitare la Mongolia, in occasione del 30º anniversario delle relazioni diplomatiche. Nell'ottobre del 2002, hanno visitato i Paesi Bassi per partecipare ai funerali del principe Claus van Amsberg. Nel settembre del 2003, il principe e la principessa hanno visitato le Figi, Tonga e le Samoa, ancora una volta, erano i primi membri della famiglia imperiale ad aver visitato questi paesi.
 Nel marzo del 2004, il principe e la principessa sono ritornati nei Paesi Bassi per partecipare alle esequie dell'ex regina Giuliana. Nel gennaio del 2005, hanno visitato il Lussemburgo per partecipare ai funerali della granduchessa Giuseppina Carlotta. Tra l'ottobre e il novembre del 2006, hanno visitato il Paraguay per commemorare il 70º anniversario dell'emigrazione giapponese in quel paese. Nel gennaio del 2008, hanno visitato l'Indonesia per partecipare alla cerimonia per il 50º anniversario dello stabilimento delle relazioni diplomatiche tra il Giappone e la Repubblica di Indonesia.
Più recentemente hanno visitato: l'Austria, la Bulgaria, l'Ungheria e la Romania, nel maggio del 2009, in occasione del "Anno dell'Amicizia Giappone-Danubio 2009"; i Paesi Bassi, nell'agosto del 2009, per l'evento commemorativo del 400º anniversario delle relazioni commerciali tra il Giappone e il Regno dei Paesi Bassi; la Costa Rica, nel gennaio del 2011, in occasione del 75º anniversario delle relazioni diplomatiche tra il Giappone e la Repubblica di Costa Rica; l'Uganda, in occasione del 50º anniversario delle relazioni diplomatiche tra il Giappone e la Repubblica dell'Uganda; la Croazia, la Slovacchia e la Slovenia, in occasione del 20º anniversario delle relazioni diplomatiche, e il Perù e l'Argentina tra gennaio a febbraio del 2014, in occasione del 140º anniversario delle relazioni diplomatiche tra il Giappone e la Repubblica del Perù e per commemorare i 50 anni dell'entrata in vigore dell'accordo sull'immigrazione tra il Giappone e la Repubblica Argentina. Tra giugno e luglio 2014, il principe Fumihito e la principessa Kiko hanno visitato lo Zambia e la Tanzania. Hanno partecipato alla cerimonia di commemorazione del 50º anniversario dello stabilimento delle relazioni diplomatiche tra il Giappone e lo Zambia. L'11 maggio 2016 i principi Akishino sono stati ricevuti al Quirinale dal presidente Sergio Mattarella. Il giorno seguente, sono stati ricevuti in udienza da papa Francesco.

## Cariche onorifiche
- Patrona onoraria dell'Associazione giapponese contro la tubercolosi.
- Presidente della Fondazione Boshi-Aiiku-kai.
- Vicepresidente onoraria della Società della croce rossa giapponese.
- Membro della Società giapponese per la promozione della scienza.

## Albero genealogico
|                      |                    |                  | Genitori     |  |  | Nonni |  |  | Bisnonni            |  |  | Trisnonni    |  |
|                      |                    |                  |              |  |  |       |  |  | Shoichiro Kawashima |  |  | N. Kawashima |  |
|                      |                    |                  |              |  |  |       |  |  | Shoichiro Kawashima |  |  | N. Kawashima |  |
|                      |                    | …                |              |  |  |       |  |  | Shoichiro Kawashima |  |  |              |  |
| Takahiko Kawashima   |                    |                  |              |  |  |       |  |  | Shoichiro Kawashima |  |  |              |  |
|                      |                    | Shima Kawashima  | N. Kawashima |  |  |       |  |  |                     |  |  |              |  |
|                      |                    | Shima Kawashima  | N. Kawashima |  |  |       |  |  |                     |  |  |              |  |
|                      |                    | Shima Kawashima  | …            |  |  |       |  |  |                     |  |  |              |  |
| Tatsuhiko Kawashima  |                    | Shima Kawashima  |              |  |  |       |  |  |                     |  |  |              |  |
|                      |                    | Shiro Ikegami    | N. Ikegami   |  |  |       |  |  |                     |  |  |              |  |
|                      |                    | Shiro Ikegami    | N. Ikegami   |  |  |       |  |  |                     |  |  |              |  |
|                      |                    | Shiro Ikegami    | …            |  |  |       |  |  |                     |  |  |              |  |
| Itoko Ikegami        |                    | Shiro Ikegami    |              |  |  |       |  |  |                     |  |  |              |  |
|                      |                    | Hama Kosuge      | N. Kosuge    |  |  |       |  |  |                     |  |  |              |  |
|                      |                    | Hama Kosuge      | N. Kosuge    |  |  |       |  |  |                     |  |  |              |  |
|                      |                    | Hama Kosuge      | …            |  |  |       |  |  |                     |  |  |              |  |
| Principessa Akishino |                    | Hama Kosuge      |              |  |  |       |  |  |                     |  |  |              |  |
|                      | Yoshitaro Sugimoto | N. Sugimoto      |              |  |  |       |  |  |                     |  |  |              |  |
|                      | Yoshitaro Sugimoto | N. Sugimoto      |              |  |  |       |  |  |                     |  |  |              |  |
|                      | Yoshitaro Sugimoto | …                |              |  |  |       |  |  |                     |  |  |              |  |
| Yoshisuke Sugimoto   | Yoshitaro Sugimoto |                  |              |  |  |       |  |  |                     |  |  |              |  |
|                      |                    | …                | …            |  |  |       |  |  |                     |  |  |              |  |
|                      |                    | …                | …            |  |  |       |  |  |                     |  |  |              |  |
|                      |                    | …                | …            |  |  |       |  |  |                     |  |  |              |  |
| Kazuyo Sugimoto      |                    | …                |              |  |  |       |  |  |                     |  |  |              |  |
|                      |                    | Shuntaro Hattori | N. Hattori   |  |  |       |  |  |                     |  |  |              |  |
|                      |                    | Shuntaro Hattori | N. Hattori   |  |  |       |  |  |                     |  |  |              |  |
|                      |                    | Shuntaro Hattori | …            |  |  |       |  |  |                     |  |  |              |  |
| Eiko Hattori         |                    | Shuntaro Hattori |              |  |  |       |  |  |                     |  |  |              |  |
|                      |                    | …                | …            |  |  |       |  |  |                     |  |  |              |  |
|                      |                    | …                | …            |  |  |       |  |  |                     |  |  |              |  |
|                      |                    | …                | …            |  |  |       |  |  |                     |  |  |              |  |
|                      |                    | …                |              |  |  |       |  |  |                     |  |  |              |  |